# Yasin Garayev
 (avril 2024).
Pour les articles homonymes, voir Garayev.
Yasin Garayev (en azéri : Yasin Mikayıl oğlu Qarayev) né le 22 mai 1946 en Azerbaïdjan, à Dallar Jirdakhan, district de Chamkhor, actuellement Chamkir, est un acteur de théâtre et de télévision et deuxième réalisateur d'Azerbaïdjan, Artiste du peuple d'Azerbaïdjan (2006), lauréat du prix Derviche d'or.

## Biographie
En 1973, Yasin Mikayil oglu Garayev est diplômé de la faculté de comédie musicale de l'Institut national des arts d'Azerbaïdjan et en 1974, il commence son activité créative au Théâtre national des jeunes spectateurs. Il interprète de nombreux rôles sur la scène. Yasin Garayev reçoit le titre honorifique d'Artiste émérite en 1991 et d'Artiste du peuple en 2006 pour ses services dans le domaine de l'art théâtral azerbaïdjanais. Il reçoit le Prix présidentiel le 9 mai 2012, le 30 avril 2014 et le 6 mai 2015. Le 10 mars 2016, il reçoit la médaille « Artiste » de l'Union des travailleurs du théâtre d'Azerbaïdjan. Le 6 mai 2016, il devient boursier du Président de la République d'Azerbaïdjan.